# Maximilian von Spee
|  | Per a altres significats, vegeu «Graf Spee». |

El comte Maximilian Johannes Maria Hubert von Spee, també conegut com a Maximilian Graf von Spee, (Copenhaguen, 22 de juny de 1861 – a bord del Scharnhorst, Illes Malvines, 8 de desembre de 1914) fou un almirall de la Kaiserliche Marine (marina imperial alemanya), famós per les batalles navals de Coronel i de les Malvines.

## Biografia
Spee es va enrolar en la marina imperial alemanya el 1878. Entre 1887 i 1888 va assumir el comandament dels ports del Camerun, en aquell temps colònia alemanya. Posteriorment va exercir diversos càrrecs importants en l'administració naval, en àrees encarregades del desenvolupament d'armaments, fins al 1908, quan va ser nomenat cap de l'Estat Major de la flota del Mar del Nord. El 1910 va ser ascendit a contraalmirall. El 1912 va ser designat per comandar l'esquadra de creuers de l'Àsia, amb base a la colònia de Tsingtao, a la Xina.

### Les batalles de Coronel i les Malvines
Després d'iniciar-se la Primera Guerra Mundial, Spee es va caracteritzar per presentar batalla utilitzant tècniques pròpies d'un corsari, atacant amb gran èxit el tràfic mercant de les nacions aliades. Però la seva flota estava amenaçada, inicialment per la marina australiana, a la qual posteriorment s'afegiria l'armada imperial japonesa després de la seva entrada en la guerra en la batalla de Tsingtao. Sabedor de la seva precària situació davant marines a les quals respectava i que eren molt superiors en nombre i potència de foc, decidí traslladar les seves accions bèl·liques a les costes de Xile.
El 6 d'agost s'afegí a la flota el creuer lleuger SMS Nürnberg i es dirigí cap a les illes Marianes, on se li afegí el creuer SMS Emden, alguns mercants i el creuer auxiliar SMS Prinz Eitel Friedrich. El 13 d'agost se celebrà una reunió a bord de l'Scharnhorst on es decidí un pla d'operacions que evitava accions al Pacífic oriental i se centrava a atacar el comerç aliat de la costa americana del Pacífic. El comandant de l'Emden, però, demanà permís a Spee per realitzar el seu propi creuer en solitari i dirigir-se a l'Oceà Índic. Spee hi accedí i en els mesos següents l'Emden aconseguí resultats espectaculars contra els aliats a les aigües de l'Índic (vegeu l'article «SMS Emden»). La resta de l'esquadra de Spee es dirigí cap a Amèrica passant per Tahití, on enfonsaren un vell canoner francès, el Zélée, i destruïren l'artilleria costanera, mentre el Nürnberg s'apropà en solitari a l'estació d'enllaç de telègraf de l'illa Fanning i tallà el cable submarí telegràfic que unia Austràlia amb el Canadà. A començaments d'octubre Spee decidí reunir tots els seus vaixells dispersos i el 12 d'octubre de 1914 als creuers alemanys Scharnhost i Gneisenau, se'ls uní, a l'illa de Pasqua, el SMS Leipzig, que havia estat perseguit pels britànics des de la costa mexicana, i el SMS Dresden (que no formava part de l'esquadra del Pacífic). El 19 d'octubre Spee decidí salpar, i després de fer escala a l'arxipèlag Juan Fernández, el 30 d'octubre va arribar al port de Valparaíso. Allà s'enfrontà i vencé a l'esquadra de l'almirall Cradock en la batalla de Coronel, l'1 de novembre de 1914, la primera gran victòria de la marina alemanya contra la marina britànica. Les unitats principals britàniques HMS Good Hope i HMS Monmouth van ser enfonsades i no van tenir supervivents.
Després de la victòria de Coronel, Spee decidí dirigir-se cap a Europa. Finalment, el 8 de desembre de 1914, quan ja s'havia posat en camí i navegava a través de l'Atlàntic sud amb la intenció d'atacar Port Stanley a les Illes Malvines, es va enfrontar a la flota del vicealmirall Frederick Sturdee, enviat des de Londres amb l'objectiu de destruir els vaixells de Spee. La batalla de les Malvines va resultar molt desigual, i només el creuer lleuger SMS Dresden va poder salvar-se de la destrucció. Spee morí en ser enfonsat el SMS Scharnhorst, el seu vaixell insígnia, igual que els seus dos fills, Heinrich i Otto, oficials navals en el SMS Gneisenau i el SMS Nürnberg respectivament, al costat de la majoria de les tripulacions.